# 도르도뉴주의 아롱디스망

도르도뉴 주의 아롱디스망

도르도뉴주의 아롱디스망에는 총 4개가 있다.
- 베르주라크 아롱디스망 (준주도 : 베르주라크)은 7개의 캉통과 133개의 코뮌이 속해 있다.
- 농트롱 아롱디스망 (준주도 : 농트롱)은 4개의 캉통과 100개의 코뮌이 속해 있다.
- 페리괴 아롱디스망 (도르도뉴 주의 주도 : 페리괴)은 14개의 캉통과 146개의 코뮌이 속해 있다.
- 사를라라카네다 아롱디스망 (준주도 : 사를라라카네다)은 6개의 캉통과 141개의 코뮌이 속해 있다.

## 역사
- 1790년: 도르도뉴 주 신설, 9개 디스트리크 설치 - 벨베, 베르주라크, 엑시되이, 몽티냐크, 무시당, 농트롱, 페리괴, 리베라크, 사를라
- 1800년: 5개 아롱디스망 설치 - 베르주라크, 농트롱, 페리괴, 리베라크, 사를라
- 1926년: 리베라크 아롱디스망 폐지
- 1965년: 사를라-라카네다 코뮌 통합으로 사를라 아롱디스망이 사를라라카네다 아롱디스망으로 개명
- 2015년 3월: 2014년 캉통 개편으로 한 아롱디스망 내에만 있던 캉통들이 여러 아롱디스망에 걸쳐 존재할 수 있게 됨
- 2017년 1월 1일: 아롱디스망 재개편으로 72개 코뮌이 재배치. 페리괴에서 28개 코뮌이 농트롱으로, 22개 코뮌이 사를라라카네다로, 베르주라크에서 21개 코뮌이 페리괴로, 1개 코뮌이 사를라라카네다로 편입